# Shonto
Shonto statisztikai település az USA Arizona államában, Navajo megyében. Lakosainak száma 494 fő (2020. április 1.).

## Népesség
A település népességének változása:
| Lakosok száma | 568  | 591  | 494  |
|               | 2000 | 2010 | 2020 |